# Stazione di Berlino Lehrte
La stazione di Berlino Lehrte (in tedesco Berlin Lehrter Bahnhof) era una stazione ferroviaria di Berlino. Si trovava nel quartiere di Moabit, nell'area dell'attuale stazione centrale.
Questo articolo tratta delle due stazioni che sorgevano al posto dell'odierna stazione centrale:
- la stazione Lehrte propriamente detta (1868–1951), stazione per il traffico a lunga distanza, capolinea della linea per Lehrte;
- la stazione "Lehrter Stadtbahnhof" (1882–2002), stazione per il traffico locale (S-Bahn) sulla Stadtbahn.

## Stazione Lehrte (1868–1951)

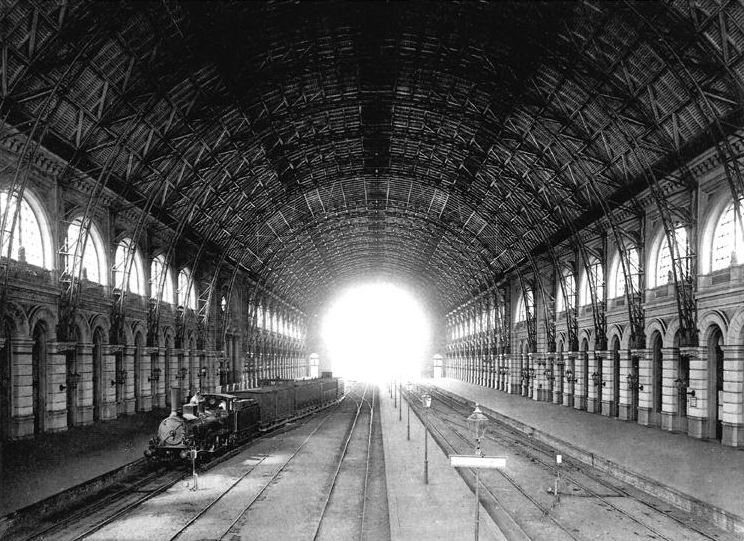
Lehrter Bahnhof, 1879

La stazione Lehrte venne inaugurata nel 1871. Essa costituiva il capolinea della tratta ferroviaria che congiungeva Berlino a Lehrte, nei pressi di Hannover. Era situata in posizione centrale fra il porto fluviale detto Humboldthafen e il fiume Sprea a breve distanza dal Reichstag.
Tra il 1868 e il 1871 la Magdeburg-Halberstädter Eisenbahn-Actiengesellschaft realizzò la linea ferroviaria da Lehrte, nei pressi di Hannover, a Berlino, per una lunghezza di 239 km. All'estremità della linea fu costruita, su progetto degli architetti Alfred Lent, Bertold Scholz e Gottlieb Henri Lapierre, una nuova stazione di testa, di fianco alla Hamburger Bahnhof sul Friedrich-Carl-Ufer lungo la Sprea direttamente sul porto fluviale chiamato Humboldthafen. 
Diversamente dalle altre stazioni suburbane che avevano facciate in laterizio, la stazione avrebbe dovuto avere carattere di rappresentanza, in uno stile ispirato al Neorinascimento francese. Per ragioni di economia si rinunciò tuttavia al progetto iniziale che prevedeva murature in blocchi di pietra naturale, ripiegando su blocchi di laterizio intonacati. Per l'imponenza della sua architettura la stazione veniva paragonata ad un castello.
La tettoia del piano binari, lunga 188 m e larga 8 m, era a campata unica con copertura a botte su capriate ad arco; su entrambi i lati (ovest ed est) la tettoia era fiancheggiata da ali secondarie. Come usava a quei tempi, la stazione era suddivisa dal punto di vista funzionale in un'area arrivi ad ovest ed in una zona partenze ad est. In origine i binari erano cinque, quattro dei quali facevano capo ai marciapiedi laterali e a quello centrale, mentre il quinto, privo di marciapiede, era utilizzato per la manovra delle locomotive. Alla fine dell'ottocento venne eliminato un binario per permettere l'allargamento del marciapiede centrale.
La facciata dell'edificio, riccamente decorata, non aveva significato pratico in quanto sul lato orientale (lato partenze) era situata la corsia per le carrozze e l'ingresso pedonale.
Con l'apertura, nel 1882, della Stadtbahn ("ferrovia urbana"), destinata a congiungere le varie stazioni urbani e a servire la periferia, direttamente a nord della Lehrter Bahnhof fu aperta una stazione distinta, utilizzata per il traffico locale. Per meglio distinguere le due stazioni, quella dei treni a lunga distanza venne spesso indicata col termine Lehrter Hauptbahnhof, mentre quella nuova, destinata alla Stadtbahn, veniva chiamata Lehrter Stadtbahnhof (vedi sotto).
La Lehrter Bahnhof (o Lehrter Hauptbahnhof) gestì dal 15 ottobre 1884 i treni per Amburgo, la Germania del nord e la Scandinavia.
Nel 1886 la ferrovia Berlino-Lehrte, e con essa la Lehrter Bahnhof, venne nazionalizzata passando sotto la gestione delle ferrovie prussiane.
Fin dai primi anni la Lehrter Bahnhof divenne nota per i treni veloci che vi facevano capo; già nel 1872 i treni espresso viaggiavano alla velocità di 90 km/h. Il 19 dicembre 1932 il celebre convoglio diesel denominato "Fliegender Hamburger"(Amburghese Volante) effettuò il suo primo viaggio dalla Lehrter Bahnhof ad Amburgo raggiungendo la velocità di 160 km/h. 
Durante la seconda guerra mondiale la stazione venne gravemente danneggiata. Dopo la guerra le rovine annerite dagli incendi furono riattate, in mancanza di alternative, in modo da garantire il traffico minimo indispensabile. Ma l'ultimo treno per Wustermark e Nauen lasciò la stazione il 28 agosto 1951. Il 9 luglio 1957 cominciarono i lavori di demolizione; il 22 aprile 1958 il portale principale venne demolito ed utilizzato per la produzione di laterizio frantumato da destinare alla ricostruzione. La demolizione fu resa difficile dalla necessità di non danneggiare la Lehrter Stadtbahnhof ed il viadotto della Stadtbahn, adiacenti alla tettoia della stazione.
Solo dopo la riunificazione, il progetto di una nuova stazione di transito sul sito di quella vecchia assunse il nome di Lehrter Bahnhof. Nel 1995 iniziarono i lavori, ultimati come previsto nel maggio 2006. Il nome ufficiale della nuova stazione doveva essere Berlin Hauptbahnhof – Lehrter Bahnhof (Berlino centrale - Lehrter Bahnhof) ma è stato poi modificato in Berlin Hauptbahnhof.

## Lehrter Stadtbahnhof(1882–2002)

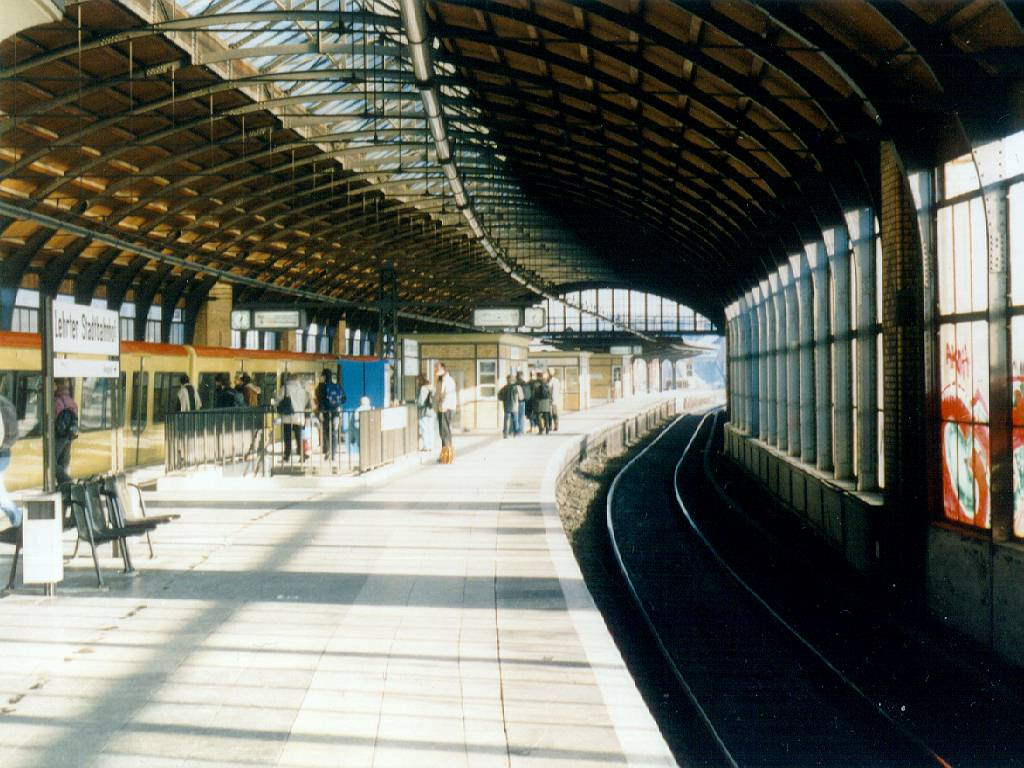
Banchina della Lehrter Stadtbahnhof, 1998

Il 15 maggio 1882 fu aperta la Stadtbahn ("ferrovia urbana"), destinata con i suoi quattro binari che attraversavano la città in direzione est-ovest a collegare i quartieri periferici e gli scali merci. La ferrovia urbana serviva di collegamento fra Charlottenburg, la Lehrter Bahnhof, la Schlesischer Bahnhof e il centro cittadino.
Direttamente all'estremità nord della tettoia della Lehrter Bahnhof e perpendicolarmente ai suoi binari sorse, disposta su viadotto, la Lehrter Stadtbahnhof, che costituiva la fermata della Stadtbahn.
Poiché il traffico diretto alla Lehrter Bahnhof continuava ad aumentare, e la Lehrter Stadtbahnhof era stata costruita su viadotto a quasi diretto contatto con l'ingresso alla tettoia di questa, si dovette intervenire nel 1912 e nel 1929 modificando la disposizione dei binari in corrispondenza del passaggio sotto la Stadtbahnhof stessa.
Il 1º dicembre 1930 i treni locali, convertiti a trazione elettrica, assunsero la denominazione ufficiale di S-Bahn. Anche dopo la guerra (e chiusura della Lehrter Bahnhof) la Stadtbahnhof rimase in servizio, sempre come semplice fermata S-Bahn; la sua importanza tuttavia divenne pressoché nulla, essendo venuta a mancare la funzione d'interscambio con la Lehrter Bahnhof.
La stazione era divenuta l'ultima fermata della S-Bahn nella parte ovest di Berlino; la fermata successiva di Friedrichstraße si trovava già nel settore sovietico.
Dopo la costruzione del Muro di Berlino nel 1961 si venne a trovare nelle immediate vicinanze del Muro perdendo di conseguenza il carattere di punto nevralgico dei trasporti urbani.
Soltanto in occasione dei 750 anni dalla fondazione di Berlino (1987) la stazione venne in parte ripristinata ed avendo conservato in larga parte le sue caratteristiche originarie fu posta sotto tutela monumentale (Denkmalschutz) dopo un complesso restauro costato circa 10 milioni di marchi.
Nell'estate 2002, nonostante il vincolo artistico, la Lehrter Stadtbahnhof venne demolita. I treni della S-Bahn sostano adesso nella nuova Berlin Hauptbahnhof.